# Lee DeWyze
Leon James DeWyze, detto Lee (Mount Prospect, 2 aprile 1986), è un cantante statunitense, vincitore della nona edizione di American Idol.
Prima di prender parte al reality, ha pubblicato due album: So I'm Told nel 2007 e Slumberland nel 2010, entrambi sotto la casa discografica WuLi Records.

## American Idol
Lee partecipa alle audizioni a Chicago presso lo United Centre il 22 giugno 2009 con la canzone Ain't No Sunshine. Lee è stato una delle 13 persone a passare alla seconda fase, Hollywood, dalla quale successivamente passerà nella top 24.
| Settimana          | Tema                                               | Canzone                                                                 | Artista originale                   | Ordine   | Risultato |
| ------------------ | -------------------------------------------------- | ----------------------------------------------------------------------- | ----------------------------------- | -------- | --------- |
| Audizione          | Scelta personale                                   | Ain't No Sunshine                                                       | Bill Withers                        | N\A      | Avanzato  |
| Hollywood          | Prima canzone solista                              | One of Us                                                               | Joan Osborne                        | N\A      | Avanzato  |
| Hollywood          | Performance di gruppo                              | Get Ready                                                               | The Temptations                     | N\A      | Avanzato  |
| Hollywood          | Seconda canzone solista                            | You Found Me                                                            | The Fray                            | N\A      | Avanzato  |
| Top 24 (12 uomini) | Hits Billboard                                     | Chasing Cars                                                            | Snow Patrol                         | 07       | Salvo     |
| Top 20 (10 uomini) | Hits Billboard                                     | Lips of an Angel                                                        | Hinder                              | 10       | Salvo     |
| Top 16 (8 uomini)  | Hits Billboard                                     | Fireflies                                                               | Owl City                            | 01       | Salvo     |
| Top 12             | The Rolling Stones                                 | Beast of Burnen                                                         | The Rolling Stones                  | 09       | Salvo     |
| Top 11             | Billboard nº 1                                     | The Letter                                                              | The Box Tops                        | 01       | Salvo     |
| Top 10             | R&B\Soul                                           | Treat Her Like a Lady                                                   | Cornelius Brothers & Sister Rose    | 08       | Salvo     |
| Top 09 A           | Canzoni di Lennon & McCartney                      | Hey Jude                                                                | The Beatles                         | 09       | Salvo     |
| Top 09 B           | Canzoni di Elvis Presley                           | A Little Less Conversation                                              | Elvis Presley                       | 04       | Salvo     |
| Top 07             | Musica d'ispirazione                               | The Boxer                                                               | Simon & Garfunkel                   | 02       | Salvo     |
| Top 06             | Canzoni di Shania Twain                            | You're Still The One                                                    | Shania Twain                        | 01       | Salvo     |
| Top 05             | Canzoni di Frank Sinatra                           | That's Life                                                             | Frank Sinatra                       | 05       | Salvo     |
| Top 04             | Colonne sonore                                     | Kiss from a Rose (Solista) Falling Slowly (Duetto con Crystal Bowersox) | Seal Glen Hansard & Markéta Irglová | 01 03    | Salvo     |
| Top 03             | Scelta personale Scelta dei giudici (Simon Cowell) | Simple Man Hallelujah                                                   | Lynyrd Skynyrd Leonard Cohen        | 03 06    | Salvo     |
| Top 02             | Scelta personale Scelta di Simon Fuller Singolo    | The Boxer Everybody Hurts Beautiful Day                                 | Simon & Garfunkel R.E.M. U2         | 01 03 05 | Vincitore |